# Agner Rokos
Agner Rokos (født 19. april 1958 i Nørresundby) er en dansk officer, som var chef for Hærens Operative Kommando fra 2010 indtil den 1. april 2013.
Rokos blev uddannet på Hærens Officersskole 1979-83 og tog Førings- og Stabskursus I 1987-88 og Førings- og Stabskursus II 1992-93 og 2002-03 NATO Defence College i Rom. 1983 blev han premierløjtnant, 1986 kaptajn, 1993 major, 1998 oberstløjtnant, 2001 midlertidig oberst, 2003 oberst, 2003 midlertidig brigadegeneral, 2005 midlertidig generalmajor og 2006 generalmajor.
Han var 1984-85 næstkommanderende for en eskadron under Kongens Jyske Fodregiment, 1985 chef for en eskadron under Kongens Jyske Fodregiment, 1985-86 næstkommanderende for en eskadron under Kongens Jyske Fodregiment, 1986-87 eskadronchef ved Kongens Jyske Fodregiment, 1988-90 operationsofficer ved staben for 1. Jyske Brigade, 1990-91 FN-observatør ved UNMOGIP, 1991-92 operationsofficer ved Dronningens Livregiment, 1993-95 sagsbehandler i studiesektionen under Forsvarskommandoen, 1995-98 sagsbehandler i Forsvarsministeriets 1. kontor, 1998-99 bataljonschef ved Jydske Dragonregiment, 2000-01 chef for Våbenkontrolsektionen ved Forsvarsstaben, 2002 chef ved NORDPOLBDE, SFOR, 2003-05 chef for Den Danske Internationale Brigade, 2005 Deputy Commander/NATO Training Implementation Mission/IRAK, 2005-06 chef for 1. Brigade, 2006-09 Director Joint Forces Training Centre, Bydgoszcz, Polen, 2009-10 chef for Danske Division og fra fra 2010 til 2013 chef for Hærens Operative Kommando.

## Dekorationer
- Kommandørkorset af Dannebrogordenen
- Hæderstegnet for god tjeneste ved Hæren (25 år)
- Hjemmeværnets Fortjensttegn
- Den polske hærs guldmedalje
- NATO-medaljen, The Former Yugoslavia
- NATO-medaljen, NATO Training Mission in Iraq
- FN-medaljen, UN Military Observer Group in India and Pakistan
- US Legion of Merit, Degree of Commander